# (25035) Scalesse
(25035) Scalesse es un asteroide perteneciente al cinturón de asteroides, descubierto el 17 de agosto de 1998 por el equipo del Lincoln Near-Earth Asteroid Research desde el Laboratorio Lincoln, Socorro, Nuevo México.

## Designación y nombre
Designado provisionalmente como 1998 QN33. Fue nombrado  por Carlie Alexandra Scalesse (n. 1990) quien obtuvo el primer lugar en la Feria Internacional de Ciencias e Ingeniería de Intel de 2008 por su proyecto de ciencias animales. Asiste a la Escuela Secundaria London Central, London, Ontario, Canadá.

## Características orbitales
Scalesse está situado a una distancia media del Sol de 2,648 ua, pudiendo alejarse hasta 3,020 ua y acercarse hasta 2,277 ua. Su excentricidad es 0,140 y la inclinación orbital 4,445 grados. Emplea 1574,25 días en completar una órbita alrededor del Sol.

## Características físicas
La magnitud absoluta de Scalesse es 15,07. Tiene 3,158 km de diámetro y su albedo se estima en 0,213.